# الكسندر ماكنزي
الكسندر ماكنزي (بالإنجليزية: Alexander McKenzie)‏ هو سياسي أمريكي، ولد في 1851، وتوفي في 1922. حزبياً، نشط في الحزب الجمهوري.